# A.A. Milne
Alan Alexander Milne (Kilburn, Londres, 18 de gener de 1882 – Hartfield, Sussex, 31 de gener de 1956) va ser un escriptor anglès conegut principalment pels contes del seu personatge (basat en un os de peluix) Winnie-the-Pooh i per poemes per a infants. El gran èxit de Winnie the Pooh va fer ombra als seus treballs anteriors de gran qualitat com ara director de teatre. Els drets sobre l'osset Winnie van ser venuts a la Companyia Disney després de la mort de Milne.
Brian Jones, guitarrista dels Rolling Stones va ser trobat mort el 1969 en la que havia estat casa de camp de Milne, Cotchford Farm a Hartfield, Sussex.

## Biografia
El pare d'A. A. Milne era director d'una escola independent anglesa on el seu fill Alan també hi va ser educat. Un dels professors d'Alan va ser H. G. Wells. Milne va estudiar a l'escola Westminster i al Trinity College de Cambridge, on estudià matemàtiques. Col·laborà amb el seu germà Kenneth en articles de revistes universitàries que cridaren l'atenció de la revista d'humor britànica Punch, on acabà escrivint i participant en la direcció.
Milne s'enrolà a l'exèrcit britànic en la Primera Guerra Mundial després d'aquesta guerra va fer-ne una denuncià en el seu llibre Pau amb Honor (Peace with Honour) (1934), en part es retractà després, el 1940, (quan ja es tornava a estar en guerra) a l'obra Guerra amb honor. Durant la Segona Guerra Mundial va ser un dels principals crítics de l'escriptor humorista P.G. Wodehouse, a qui va acusar de pràcticament col·laborar amb els nazis.
Es va casar amb Dorothy "Daphne" de Sélincourt el 1913, i van tenir un únic fill, Christopher Robin. El 1952 un accident vascular cerebral el deixà invàlid fins a la seva mort el 1956.

### Winnie-the-Pooh

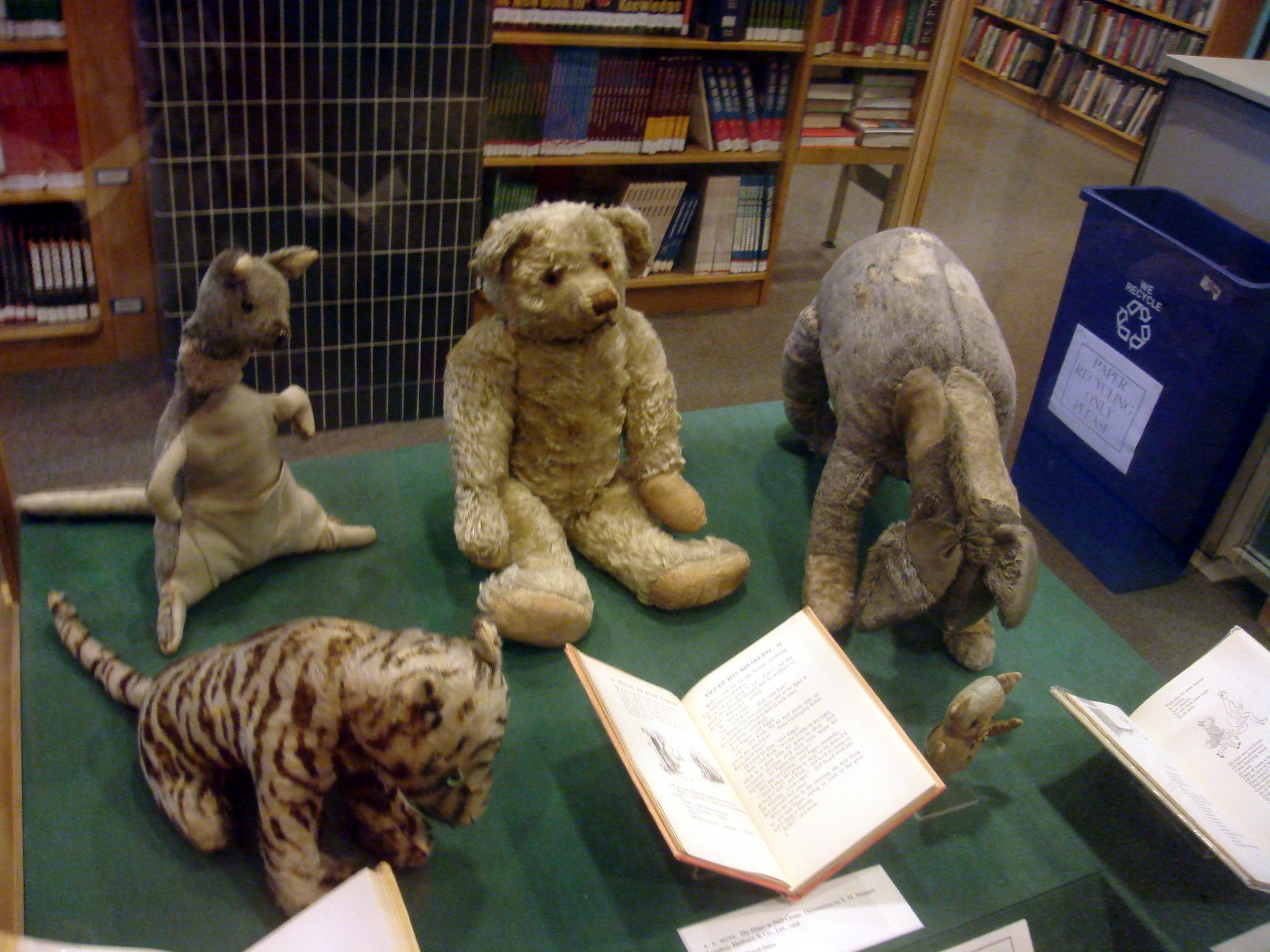
Joguines originals de Winnie the Pooh mostrades a Nova York.

Milne va fer dos llibres sobre Winnie-the-Pooh, l'osset portava originalment el nom d'Edward. va ser rebatejat com Winnie-the-Pooh" per existir una mascota militar d'origen canadenc (Winnipeg és una ciutat del Canadà) que després va ser portada al Zoo de Londres on va ser molt popular. "The pooh" deriva del nom d'un cigne que l'anomenaven d'aquesta manera. E. H. Shepard va ser l'il·lustrador original dels seus llibres.

## Algunes obres

### Novel·les
- Lovers in London (1905)
- Once on a Time (1917)
- Mr. Pim (1921)
- The Red House Mystery (1922)
- Two People (1931)
- Four Days' Wonder (1933)
- Chloe Marr (1946)

### No-ficció
- Peace With Honour (1934)
- It's Too Late Now: The Autobiography of a Writer (1939)
- War With Honour (1940)
- Year In, Year Out (1952)

### Per a infants
- Gallery of Children (1925)
- Winnie-the-Pooh (1926)
- The House at Pooh Corner (1928)
- Short Stories